# John Collier
John Maler Collier (27 de enero de 1850 — 11 de abril de 1934) fue un escritor y pintor británico de estilo prerrafaelita, uno de los retratistas más destacados de su generación.
Se casó con dos de las hijas de Thomas Huxley.

## Vida y carrera

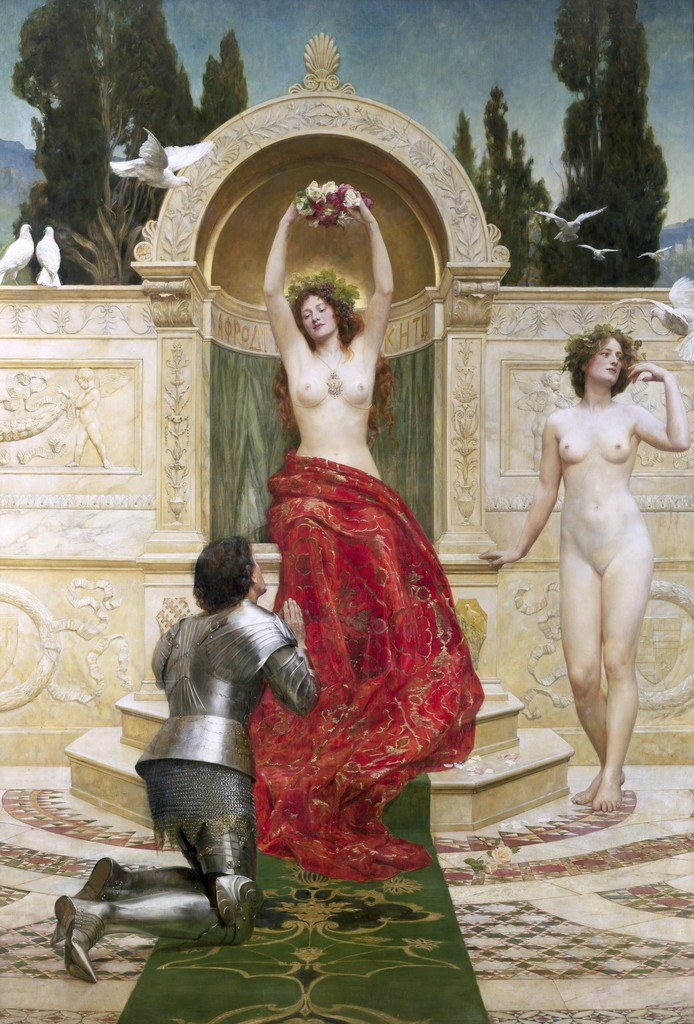
Tannhäuser en el Venusberg (1901).

Nació en 1850, hijo de un juez y artista aficionado, Robert Porrett Collier, primer Lord Monkswell. Se educó en Eton y estudió en la londinense Slade School of Art, con sir Edward Poynter; en París, con Jean-Paul Laurens; y en Múnich. Aunque no fue su discípulo, fue animado e influenciado por sir Lawrence Alma-Tadema y sir John Everett Millais. 

«Fue de Millais de quien aprendió el método, que él ya había adoptado en sus retratos, de poner el personaje y la tela lado a lado, mirándolos desde una cierta distancia, y caminando hacia adelante y hacia atrás, para hacer la pintura real.» («It was from Millais that he learnt the method, which he has ever since adopted in portraiture, of putting sitter and canvas side by side, looking at them from some distance, and walking backwards and forwards to do the actual painting.»)
Pollock (1914, p. 2)

Collier fue uno de los 24 miembros fundadores de la Sociedad Real de Retratistas (Royal Society of Portrait Painters), de la que llegó a ser vicepresidente. Fue también miembro del Instituto Real de Pintores al Óleo (Royal Institute of Oil Painters). Expuso no menos de 130 pinturas en la Royal Academy y 165 en la Sociedad Real de Retratistas, así como muchas otras en galerías por todo el país y en el extranjero. Fue autor de La cartilla de Arte (The Primer of Art, 1882), de Manual de pintura al óleo (A Manual of Oil Painting, 1886) y de El arte del retrato (The Art of Portrait Painting, 1905). En 1920 le fue concedida la Orden del Imperio Británico. Le fue dedicado un libro, El arte del honorable John Collier (The Art of the Honourable John Collier, 1914), escrito por W.H. Pollock y publicado por el Art Journal, en el que se enumeran todas sus obras importantes entre 1875 y 1914, tanto los retratos como las escenas históricas o dramáticas. Tiene 50 ilustraciones y 6 láminas en color de sus trabajos, y una fotografía interesante de su estudio.

## Temas

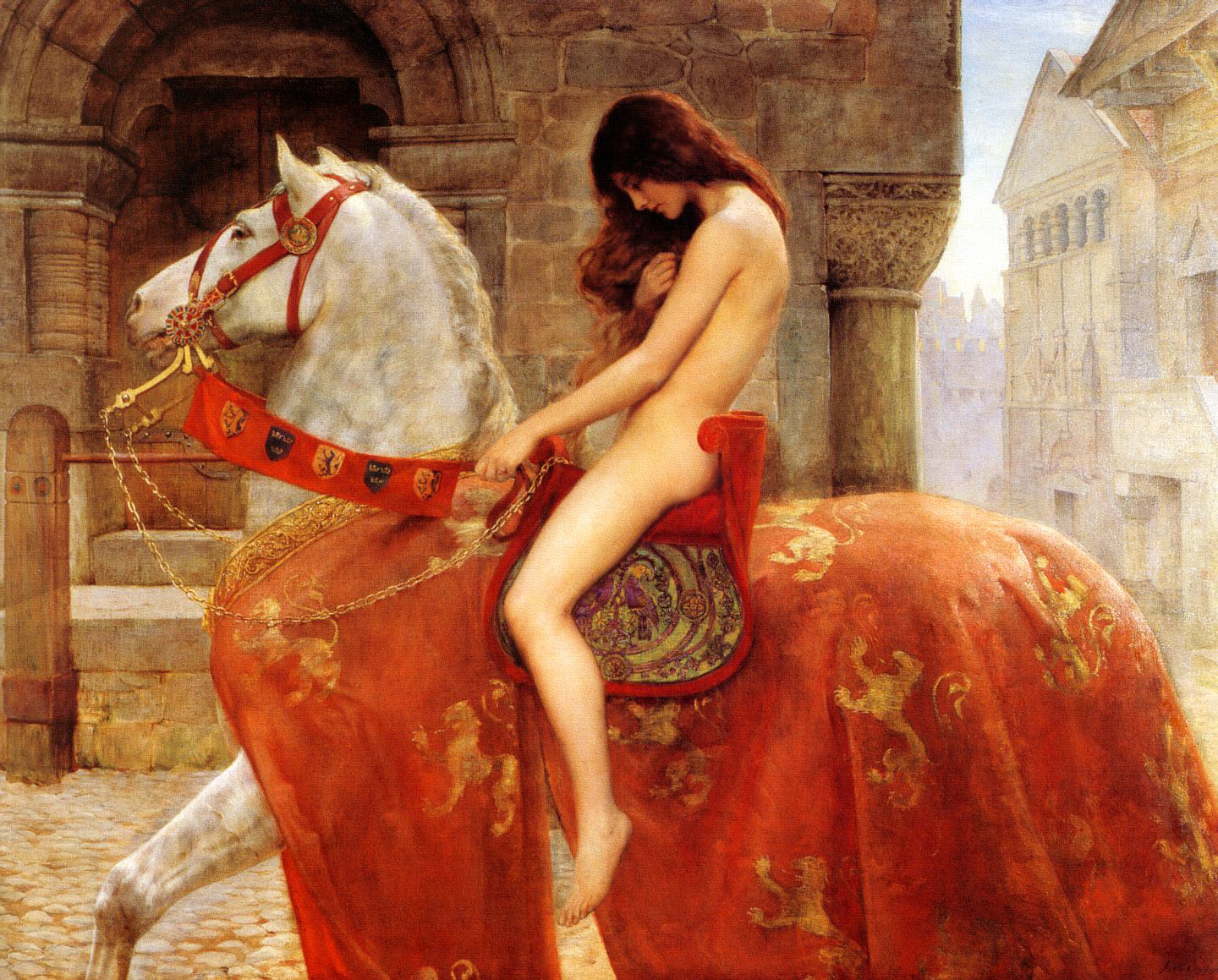
Lady Godiva (Circa 1898).

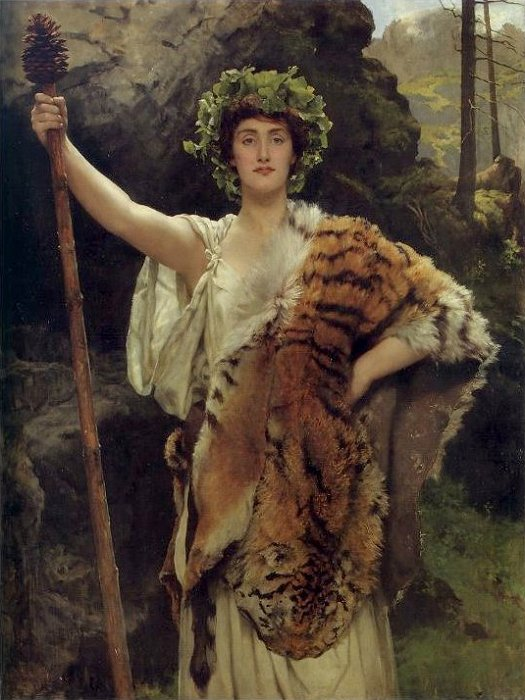
La sacerdotisa de Baco (1885 - 1889).

La amplia gama de temas retratados por Collier se puede observar de lo que pintaba cada año; por ejemplo, en 1893, incluía retratos del obispo de Shrewsbury (sir Lovelace Stamer), de sir John Lubbock, AN Hornby (capitán del 11º de Lancashire), del obispo de Hereford (dr. Atlee), así como los cuadros Una bruja, Un vagabundo y A Glass of Wine with Caesar Borgia. El encargo en 1901 del retrato del rey Jorge V, aunque muy lejos de ser su mejor trabajo, es una muestra de la gran reputación que tenía como retratista de moda. 
Retrató a muchos de los personajes destacados de su época, como dos Lord Chancellor (Roundell Palmer, 1882 y Hardinge Giffard, 1898); al Lord Chief Justice, Richard Everard Webster, Lord Alverstone (1912), y al Master of the Rolls (sir George Jessel, 1881); a Rudyard Kipling (1891); al pintor Lawrence Alma-Tadema (1884); a los actores J.L. Toole (1887) y Mrs. Kendal; a algunos presidentes de entidades, como el Master of Balliol (Profesor Caird, 1904), el rector de la Universidad de Wadham, Oxford (G.E. Thorley, 1889) y el director del Eton College (1898); al portavoz de la Cámara de los Comunes (1898), uno de los escasos retratos de políticos; a militares, como los mariscales de campo Horatio Kitchener, Lord Kitchener de Khartoum (1911) y sir Frederick Haines (1891); a dos Maharajáes indios, incluyendo al del de Nepal (1910); y a varios científicos, como Charles Darwin (1882), James Prescott Joule (1882) y Thomas Henry Huxley, suegro del artista, (1891). 
Una fotocopia del John Collier's Sitters Book (hecha en 1962 del original en posesión del hijo del artista) se puede consultar en el Heinz Archive and Library de la National Portrait Gallery (Londres). Éste es el propio expediente manuscrito del artista de todos sus retratos, incluyendo el nombre del tema, fecha, honorarios, y detalles de las exposiciones importante de la obra en cuestión.

## La familia del artista

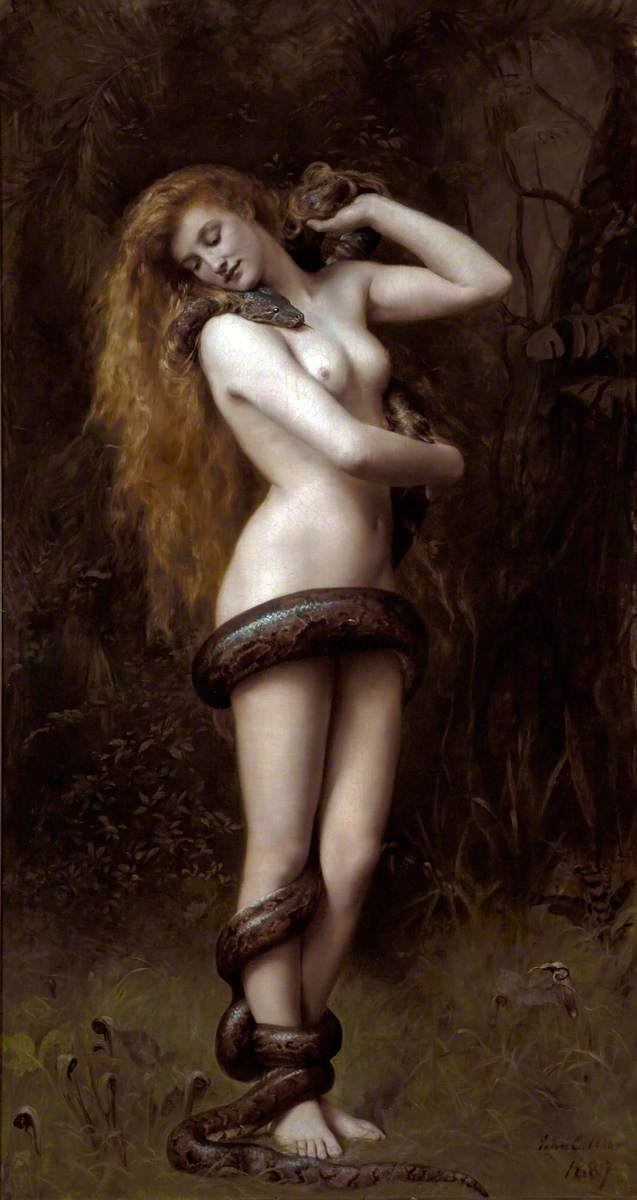
Lilith (1892).

Collier era de una familia talentosa y afortunada. Su abuelo, John Collier, era un comerciante cuáquero que llegó a miembro del Parlamento. Su padre, Robert Porrett Collier —miembro del Parlamento, procurador general de Inglaterra y Gales («Attorney General») y, por muchos años, a tiempo completo consejero del Judicial Committee of the Privy Council—, nombrado primer Lord Monkswell, fue también miembro de la Sociedad Real de Artistas Británicos (Royal Society of British Artists). El hermano mayor de John Collier, segundo Lord Monkswell, fue Subsecretario de Estado de la Guerra y Presidente de la London County Council. 
Collier también estaba estrechamente ligado a la familia del profesor Thomas Henry Huxley, presidente de la Royal Society. Collier se casó con dos de sus hijas y estaba «en relación de íntima amistad» («on terms of intimate friendship») con su hijo, el escritor Leonard Huxley (Dictionary of National Biography s.v. L. Huxley). 
La primera esposa de Collier, en 1879, fue Marian Huxley, una pintora, que había estudiado, como su marido, en el Slade, y expuesto en la Royal Academy. Después del nacimiento de su única hija, sufrió una severa depresión posparto y fue llevada a París para su tratamiento donde contrajo una pulmonía y falleció en 1887. 
Poco tiempo después, en 1889, Collier se casó con la hermana más joven, Ethel Huxley. Hasta que se aprobó el Acta de 1907 que regulaba la unión con cuñados tal unión no era posible en Inglaterra y la ceremonia se celebró en Noruega. La hija de su primera unión, Joyce, fue una miniaturista y miembro de la Royal Society of Miniature Painters. De su segunda esposa, tuvo una hija y un hijo, sir Laurence Collier KCMG, que fue el embajador británico en Noruega entre 1941-51.

## Reputación póstuma

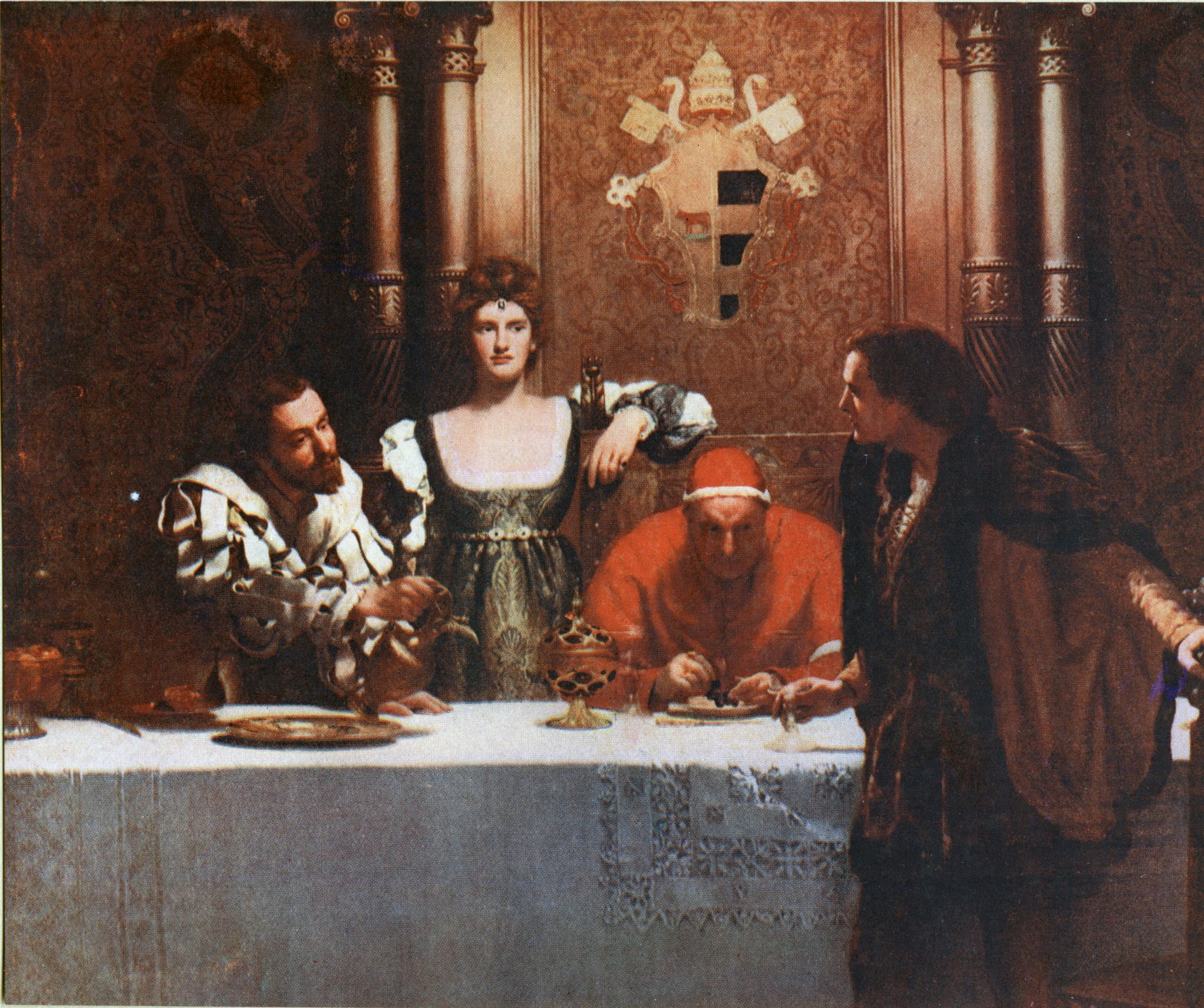
Un vaso de vino con César Borgia de John Collier.

Collier falleció en 1934. Su entrada en el Diccionario de Biografías Nacionales (Dictionary of National Biography) (volumen de 1931-40, publicado en 1949) compara su trabajo con el de Frank Holl debido a su solemnidad. Esto es en parte verdad y solo aplicable a sus muchos retratos de distinguidos hombres de edad; sus retratos de hombres más jóvenes, de mujeres y niños, y sus «pinturas problemáticas» («problem pictures»), que cubren escenas de la vida ordinaria, son a menudo muy brillantes y frescas. 
Su entrada en el Diccionario de Arte (Dictionary of Art 1996, vol. 7 p. 569), escrita por Geoffrey Ashton, se refiere a la invisibilidad de sus pinceladas como «un uso bastante poco atractivo y plano de la pintura» pero contrasta esto con el «sentido fuerte y sorprendente del color de Collier» que «ha creado una desconcertante verosimilitud tanto de sentimiento como apariencia». 
El Diccionario de retratistas en Gran Bretaña hasta 1920 (1997) (Dictionary of Portrait Painters in Britain up to 1920) describe sus retratos como «pictóricamente obras con un uso fresco de la luz y del color» («painterly works with a fresh use of light and colour»).

## Colecciones públicas
Dieciséis de las pinturas de John Collier ahora están en las colecciones de la National Portrait Gallery en Londres, dos en la Tate Gallery y uno, un autorretrato de 1907, en los Uffizi, Florencia, encargado probablemente como parte de su reconocida colección de autorretratos de artistas. 
Cuatro de las pinturas de la National Portrait Gallery están actualmente (diciembre de 1997) expuestas al público: las de John Burns William Huggins, Thomas Huxley (el padre político del artista) y Charles Darwin (las copias de los dos últimas también se exhiben de forma destacada en lo alto de la escalera en el club de Athenaeum de Londres).
Otros cuadros se pueden ver en casas e instituciones que abren al público: su retrato de Earl de Onslow (1903), por ejemplo, en el Clandon Park, Surrey (National Trust for Places of Historic Interest or Natural Beauty). Las reproducciones de muchas otras obras, de varias colecciones, se pueden consultar en la Heinz Archive and Library de la National Portrait Gallery, y una selección muy buena está publicada en Pollock (1914). Obras de John Collier fueron también incluidas en la gran exposición de cuadros de la época victoriana montada por el Arts Council en 1978 (catálogo, p 27). 

## Galería

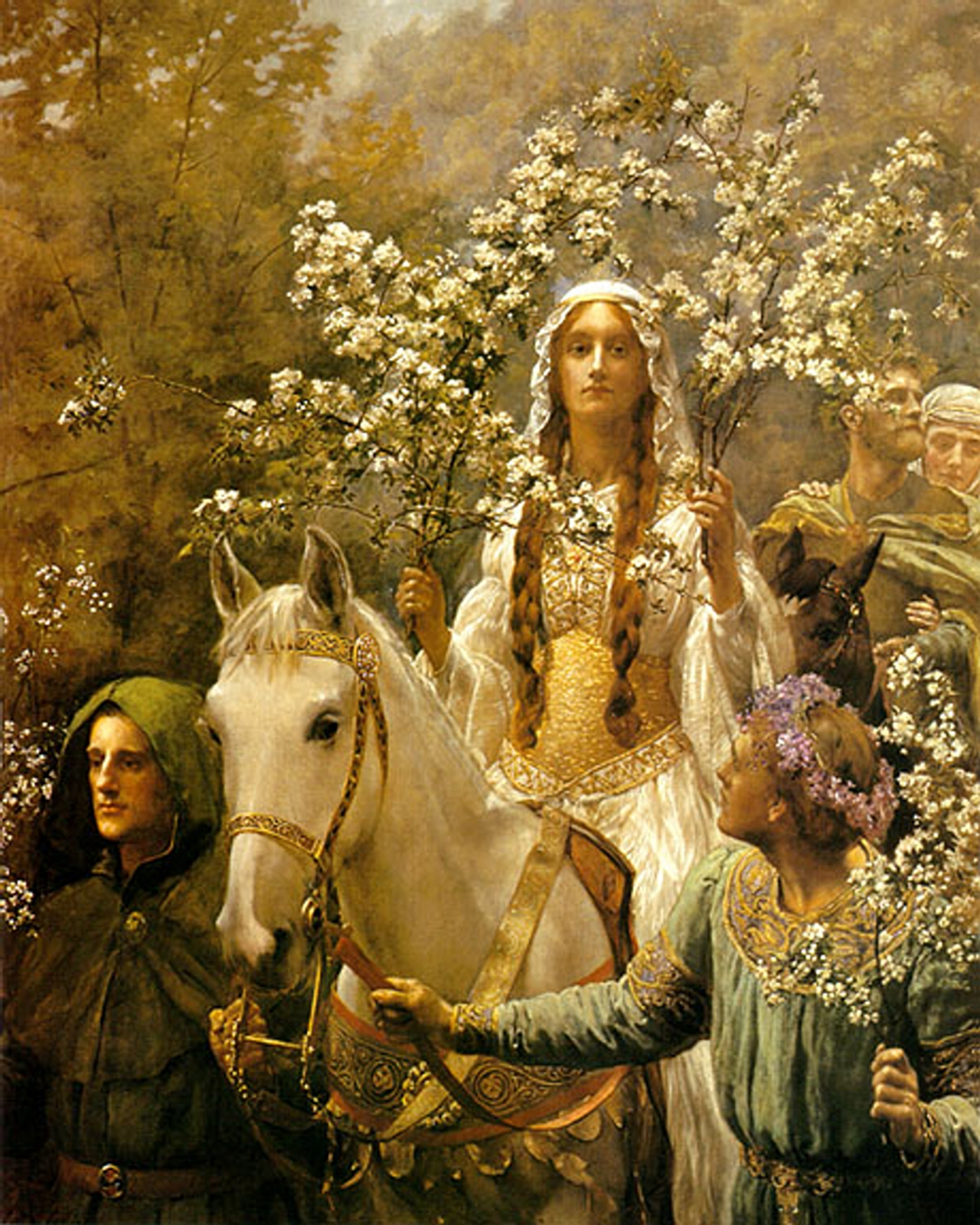
La celebración de la reina Ginebra.
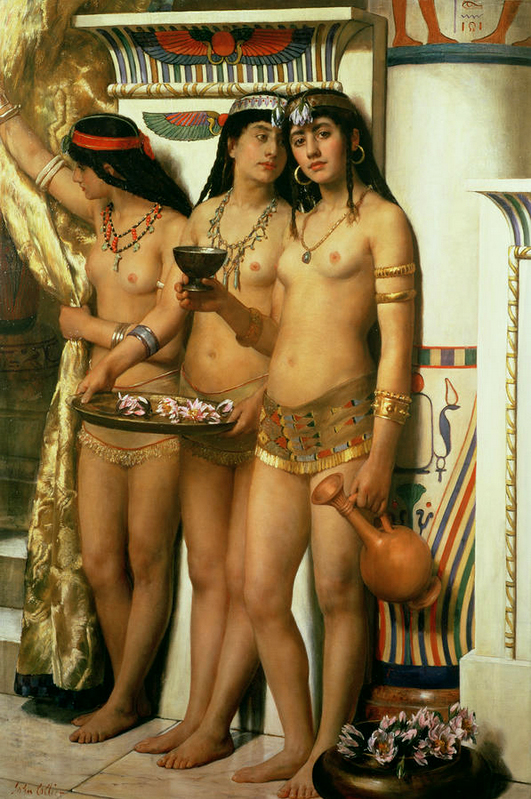
Las sirvientas del faraón.
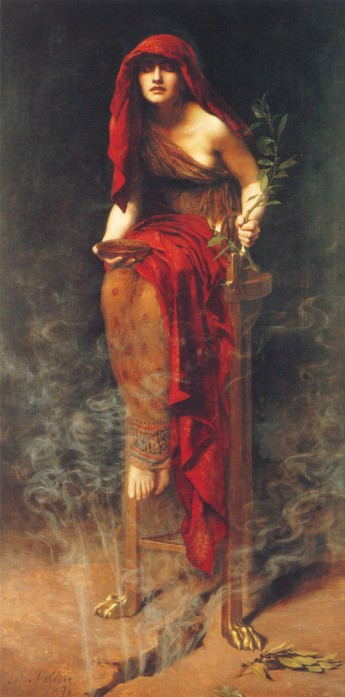
Sacerdotisa de Delfos.
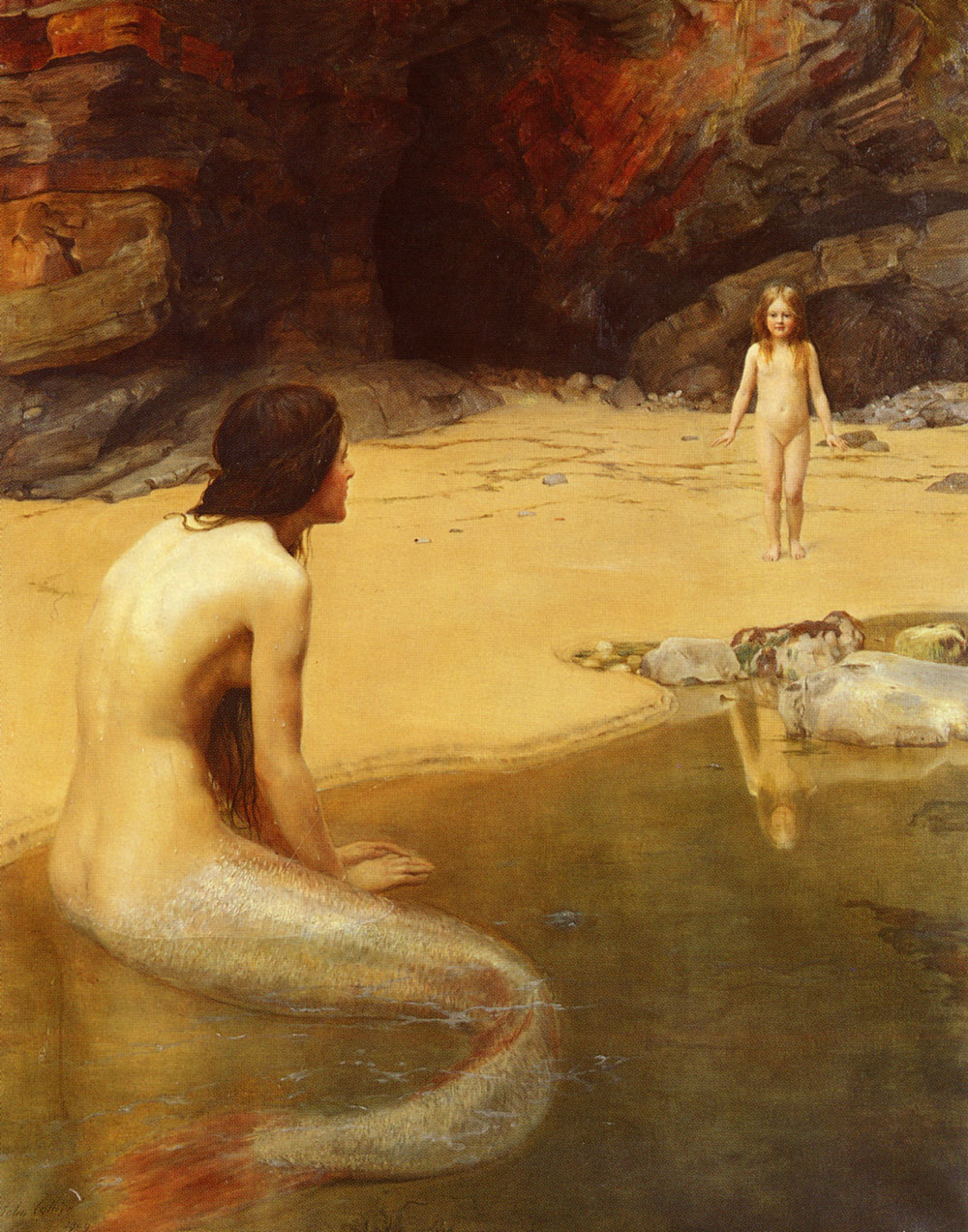
El bebé terrestre (1899).

## Obras
Obras escritas por John Coliier:
- 1882 - A Primer of Art.
- 1886 - A Manual of Oil Painting.
- 1905 - The Art of Portrait Painting.